# Georg Sverdrup

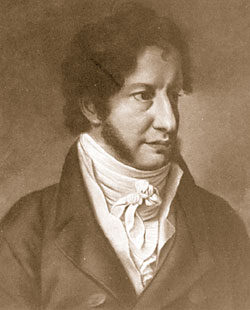
Georg Sverdrup.

Georg Sverdrup (* als Jørgen Sverdrup 25. April 1770 in Nærøy; † 1850 in Aker, Kommune Oslo) war ein norwegischer Philologe, Philosoph und Politiker.
Sein Onkel war der Grönlandsmissionar Jørgen Sverdrup (1732–1810).
Nachdem Sverdrup in den ersten Lebensjahren auf dem Anwesen seines Vaters in Nærøy aufwuchs, kam er im Alter von 9 Jahren nach Brønnøy, um beim dortigen Priester Jens Hersleb, einem Verwandten, in die Lehre zu gehen. Von dort kam er 1787 an die Domschule in Trondheim, wo er zwei Jahre lang Latein lernte, bevor er dann zum Studium an die Universität in Kopenhagen ging. Dort erlangte er zunächst das Examen artium, ein akademisches Zertifikat, welches zu jener Zeit in Dänemark und Norwegen an Studenten verliehen wurde, um sie für ein Universitätsstudium zu qualifizieren. Anschließend studierte er Philologie und schloss dieses Studium 1798 mit dem Amtsexamen mit Auszeichnung ab. Zwischenzeitlich hatte er als 25-Jähriger seinen Geburtsnamen Jørgen abgelegt und auf Georg geändert. Nach dem Abschluss in Kopenhagen ging er an die Universität Göttingen, wo er anderthalb Jahre am philologischen Seminar von C. G. Heyne studierte, bevor er nach Kopenhagen zurückkehrte. An der dortigen Universität wurde er dann 1805 Professor für Griechisch und lehrte auch Latein. Ab 1813 kam er an die noch junge Universität in Oslo, die erst zwei Jahre zuvor gegründet worden war. Dort war er Professor für Philosophie von 1831 bis 1841.
Sverdrup stiftete die erste norwegische Universitätsbibliothek, für die er über 6000 Bücher erwarb, und übernahm deren Leitung. Die Universität Oslo wurde 1811 gegründet und ihre Bibliothek entstand bis 1828. 1828 umfasste die Bibliothek 90 000 Bände. Sverdrup war von 1813 bis 1845 hier Bibliothekar. Die neue Universitätsbibliothek, die 1999 fertiggestellt wurde, trägt heute seinen Namen.
Sverdrup vertrat Christiania (das heutige Oslo) auf der Nationalversammlung von Eidsvoll am 17. Mai 1814, bei der die erste norwegische Verfassung angenommen wurde. Er war dabei die führende Person der Selbstständigkeitspartei. Sverdrup war Mitglied des Verfassungskomitees und war zudem Präsident der Nationalversammlung. Er war Mitglied des Storting von 1818 bis 1824 und erneut von 1824 bis 1826.
Von 1804 bis zu deren Tod 1849 war Georg Sverdrup mit Petronelle Marie Treschow (* 1781, † 1849) verheiratet.

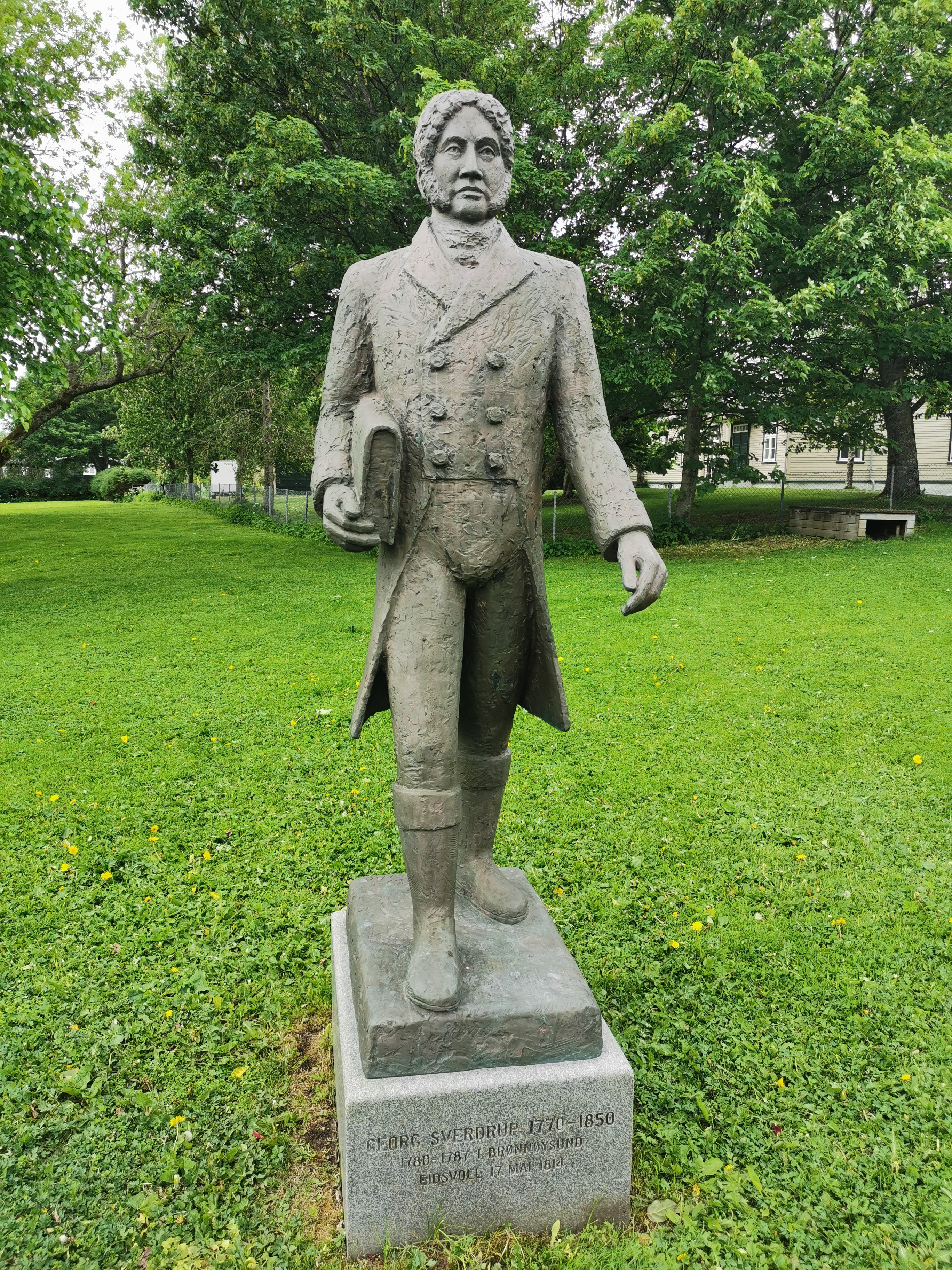
Statue von Georg Sverdrup in Brønnøysund
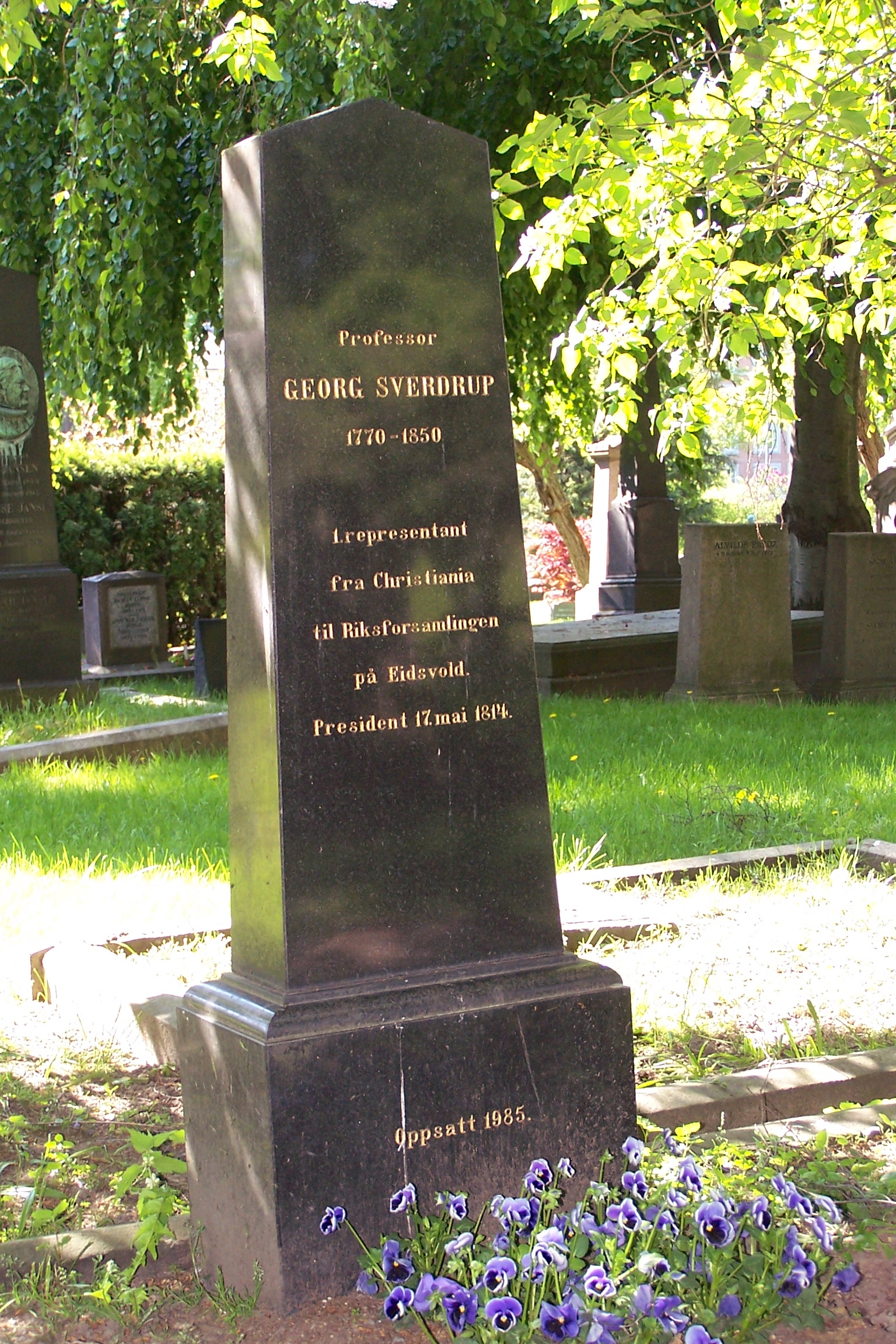
Der Grabstein Georg Sverdrups auf dem Osloer Friedhof Vår Frelsers Gravlund
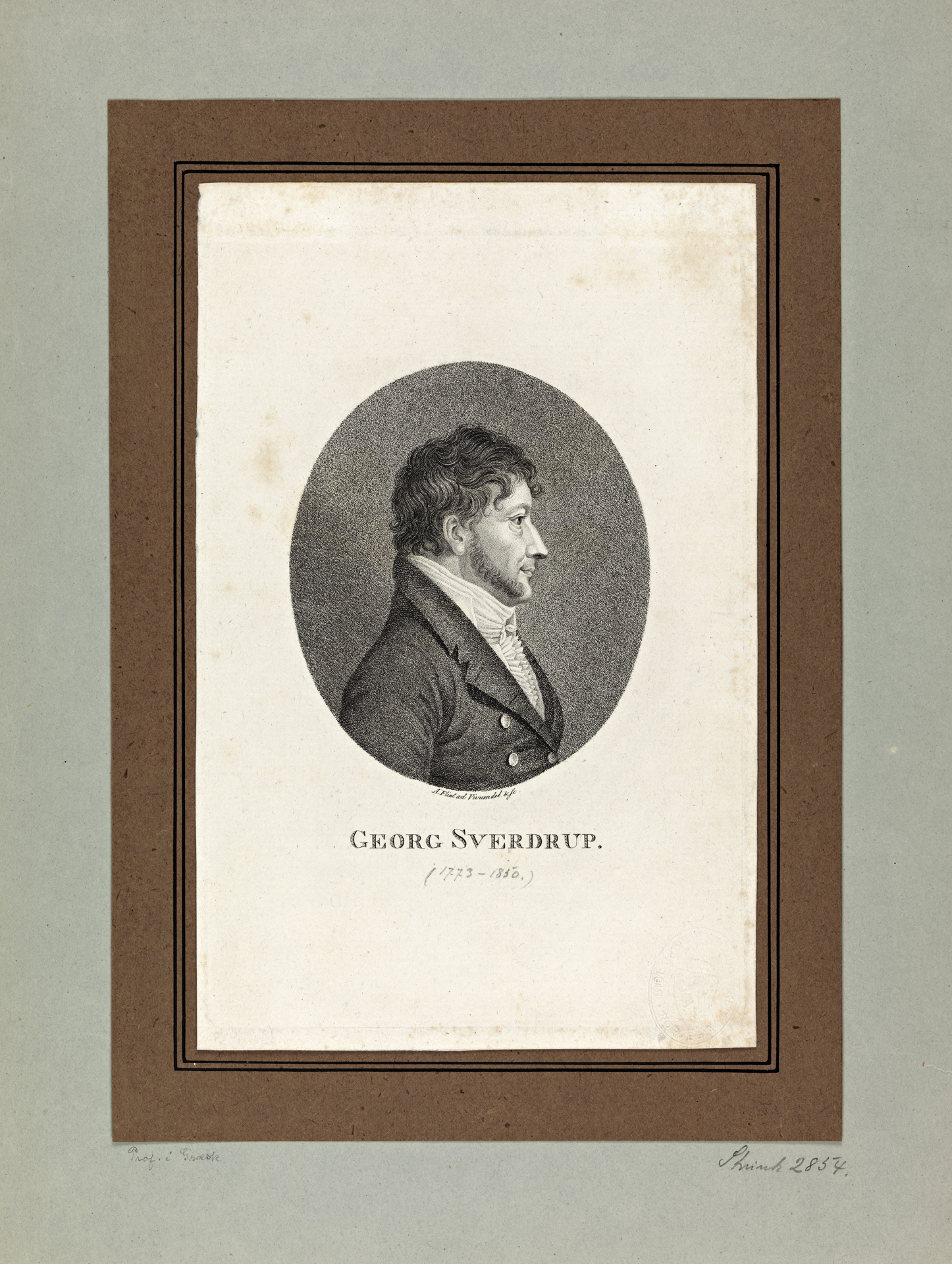
Ein Porträt Georg Sverdrups